# Johannishof (Hannover)

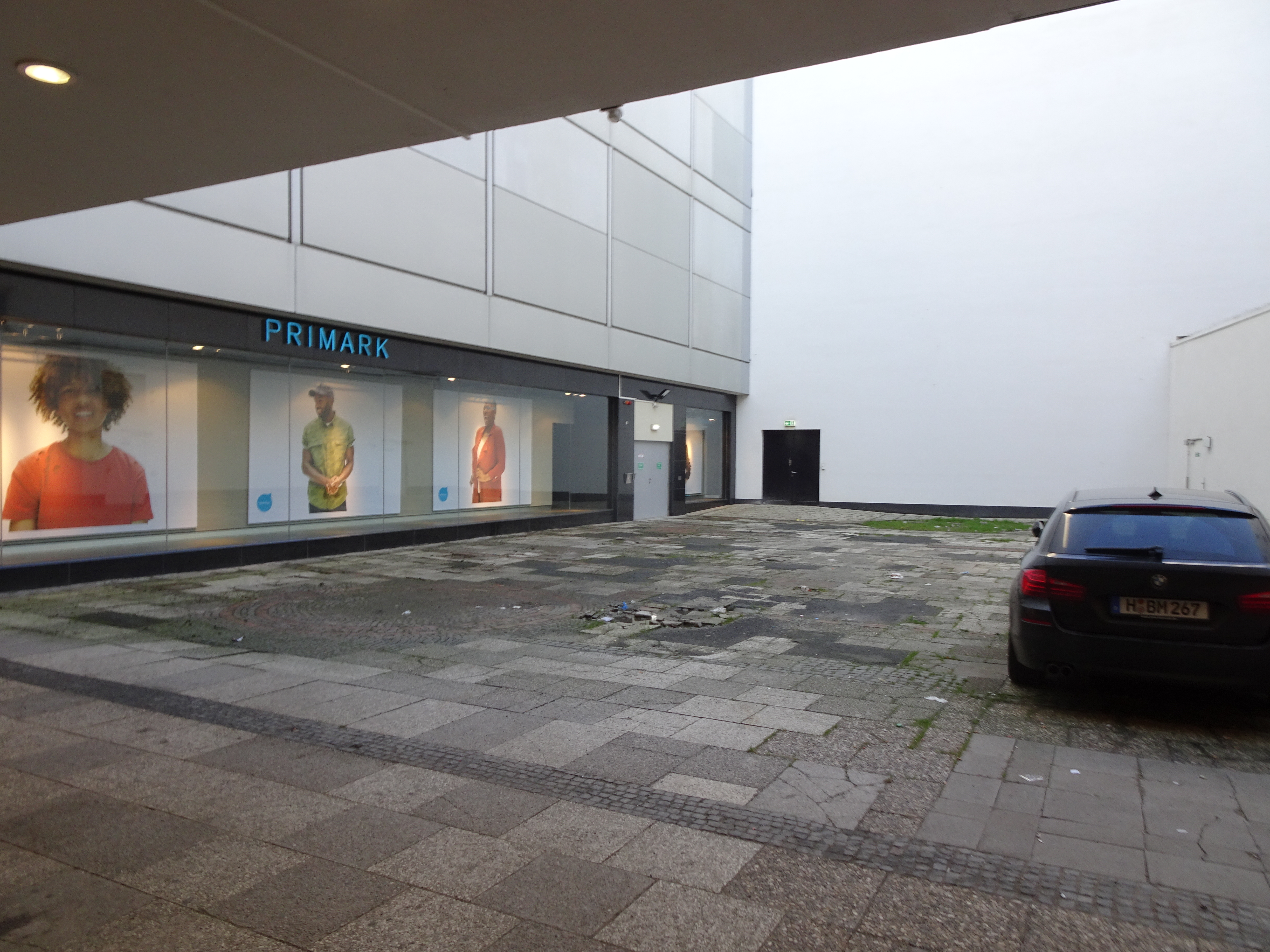
Johannishof (Januar 2019)

Der Johannishof in Hannover ist ein öffentlicher Raum im Zentrum der niedersächsischen Landeshauptstadt zwischen der Osterstraße und der Heiligerstraße. In den 1970er Jahren im heutigen Stadtteil Mitte als Innenhof zwischen Kaufhäusern neu angelegt, reicht die dokumentierte Geschichte des Ortes rund ein halbes Jahrtausend zurück.

## Geschichte
Bereits in dem hannoverschen Verlassungsbuch von 1428 wurde erstmals ein Hof an Stelle des späteren Johannishofes erwähnt, doch erst in der Zeit des Übergangs vom Spätmittelalter zur Frühen Neuzeit ließ der Bürger Brand Schmerjohann etwa um 1520 an dieser Stelle rund 20 Häuschen erbauen, die als Schmerjohanns Hof im Jahr 1548 den Namen des Bauherren erhielten, „[...] welcher kein Freund von großer Reinlichkeit gewesen sein soll“. Schmerjohanns Hof benachbart lag der bereits 1488 erwähnte Rösehof, der einer weiteren Straße in diesem Teil des hannoverschen Stadtviertels seinen Namen gab.
Zur Zeit des Kurfürstentums Hannover und um das Jahr 1770 änderte sich die Namensgebung des Hofes als Sankt-Johannes-Hof und nahm damit Bezug auf einen christlichen Heiligen. So nennt das erste Adressbuch der Stadt Hannover unter dem Titel Hannöversches Adreß-Buch auf das Jahr 1798 unter der Adresse „St. Joh. Hof“ beispielsweise den Zimmermeister Holecamp sowie den Tischler Homeyer als Anwohner.
Rund ein Jahrhundert später wurde der Ort innerhalb der Residenzstadt des Königreichs Hannover während der beginnenden Industrialisierung und im Jahr 1861 in Johannshof umbenannt. Etwa zur gleichen Zeit verfasste der Architekt und Hochschullehrer Ludwig Debo seinen Bericht an das Königliche Innenministerium über Gemeinnützige Wasch- und Badeanstalten, in dem er – gemeinsam mit dem Amtsassessor Carl Grote – unter anderem auf die fehlenden Sanitäranlagen für die Arbeiterfamilien in den beiden „[...] Packhofstraßen sowie [... dem] Röse- und Johannishof“ hinwies.

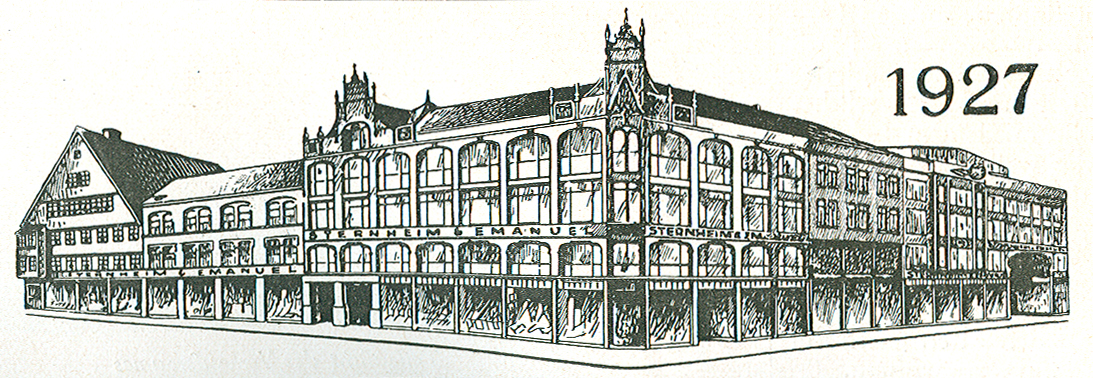
1927: Der Gebäudekomplex von Sternheim & Emanuel, gesehen von der Osterstraße und der Große Packhofstraße, umfasste den damaligen Johannshof

In der Gründerzeit des Deutschen Kaiserreichs entwickelte sich auf zwei Seiten des Johannshofes ab 1886 das von jüdischen Kaufleuten betriebene Warenhaus Sternheim & Emanuel, das sowohl von der Osterstraße, Große Packhofstraße, Heiligerstraße und dem Johannishof zu betreten war.
Im Jahr der Machtergreifung durch die Nationalsozialisten wurde der Johannshof etwa um 1933 vollständig abgebrochen.
Erst 1971 wurde der Innenhof zwischen den Warenhäusern neu angelegt und erhielt seinen heutigen Namen.